# Dobrič
Dobrič (bulharsky Добрич, rumunsky Bazargic) je město na severovýchodě Bulharska; jde o deváté největší město v zemi a o ekonomické a kulturní centrum oblasti Dobrudža. Leží 30 km od Černého moře a jeho letovisek, asi 50 km severně od Varny, 480 km od Sofie a 320 km od Staré Zagory. Město je správním střediskem Dobričské oblasti a také obštiny Dobrič-selska, jejíž součástí není, protože je administrativně totožné s obštinou Dobrič. Žije zde přibližně 87 tisíc obyvatel.

## Historie
První thrácké osídlení se datuje asi do 4.–3. století př. n. l., pocházejí z něj ojedinělé archeologické nálezy pohanských hrobů. V centru města byla objevena nekropole s pohanskými hroby z počátku první bulharské říše. K zániku zdejšího osídlení došlo patrně v první třetině 11. století v důsledku ničivých vpádů Pečeněhů, které vylidnily vnitrozemí Dobrudži.
Nepřetržité osídlení je zdokumentováno od konce 16. století v osmanském berním rejstříku, kde je zmíněna malá vesnice se 14 domácnostmi. O pouhé čtvrt století později byla obec již v dokumentech uváděna jako město při obchodní stezce k Černému moři. V letech 1646–1650 město navštívil Evlija Čelebi a zaznamenal zde přes 1 000 domů, asi 100 obchodů, 3 hostince, 3 lázně, 12 mešit a 12 škol. Obyvatelstvo i jeho správu tvořili většinou osmanští Turci, existenci regionálního centra dokládá i fakt, že se zde narodil turecký sultán Ahmed III. Prosperita trvala do počátku 19. století, kdy tu žilo asi 12 tisíc obyvatel. Město bylo známo řemesly a obchodem s vlnou, lnem, kůžemi, ovčím sýrem a dalšími zemědělskými produkty z okolí.
První bulharští osadníci se sem stěhovali z východních částí Bulharska po rusko-tureckých válkách (1810, 1828, 1845). Po krymské válce sem přesídlila velká skupina Bulharů z oblasti Kotle (Котленско). Postupně vytvořili náboženskou a kulturní společnost. V roce 1843 postavili první bulharský pravoslavný chrám sv. Jiří (Свети Георги/Sveti Georgi), a v roce 1844 založili bulharskou školu. Během rusko-tureckých válek v letech 1806–1812 a 1828–1829 obsadila Dobrič ruská armáda, ale po Bukurešťském míru se vrátila turecká správa, která skončila 27. ledna 1878. Po obnovení bulharského státu byla oblast Dobrudže rozdělena: sever připadl Rumunsku, jih Bulharsku. V roce 1882 byl název města změněn z tureckého na bulharský Dobrič podle jména panovníka Dobrudže, despoty Dobrotici. Po skončení druhé balkánské války v roce 1913 připadly Dobrič a jižní Dobrudža Rumunsku. Na základě dohody z Craiovy bylo město navráceno Bulharsku spolu s celou Jižní Dobrudžou. Politické nepokoje v prvních desetiletích 20. století a tři po sobě jdoucí bulharské války město poznamenaly. Kromě kostela a zcela přestavěné synagogy nemá stavební památky.

### Historické názvy města
- Chadžoglu Pazarčik (Хаджиоглу Пазарджик / Hacıoğlu Pazarcık) – do roku 1882
- Добрич (Dobrič) – 1882–1913, 1916–1919 a 1940–1949, od 1990
- Bazargic – (Bazardžik) – 1913–1916 a 1919–1940
- Толбухин (Tolbuchin) – 1949–1990 (podle maršála Sovětského svazu Fjodora Ivanoviče Tolbuchina)

## Ekonomika
Město je převážně průmyslové se strojírenskou a textilní produkcí. Oproti prosperujícím přímořským letoviskům je zdejší cestovní ruch pouze tranzitní.

## Náboženství
Ve městě jsou činné tři kostely bulharské pravoslavné církve, jeden kostel arménské církve a jedna mešita.

## Kultura a turistické cíle
- Literární památník a rodný dům Jordana Jovkova, galerie umění, etnografické muzeum,
- Koncertní síň, adaptovaná z bývalé synagogy (postavené v roce 1887).
- Dva národně obrozenecké pomníky (bulharského chána Asparucha a etnické skupiny Gagauzů.
- Ocelová věž vysílače s vyhlídkovou restaurací, 147 metrů vysoká, postavena v roce 2000.

## Sport
- Fotbalový klub FC Dobrudža Dobrič byl založen roku 1919, hraje ve 2. bulharské lize a provozuje stadion o kapacitě 12 500 sedadel.
- Mezinárodní tenisová asociace ATP zde každoročně pořádá tenisový turnaj mužů.

## Osobnosti

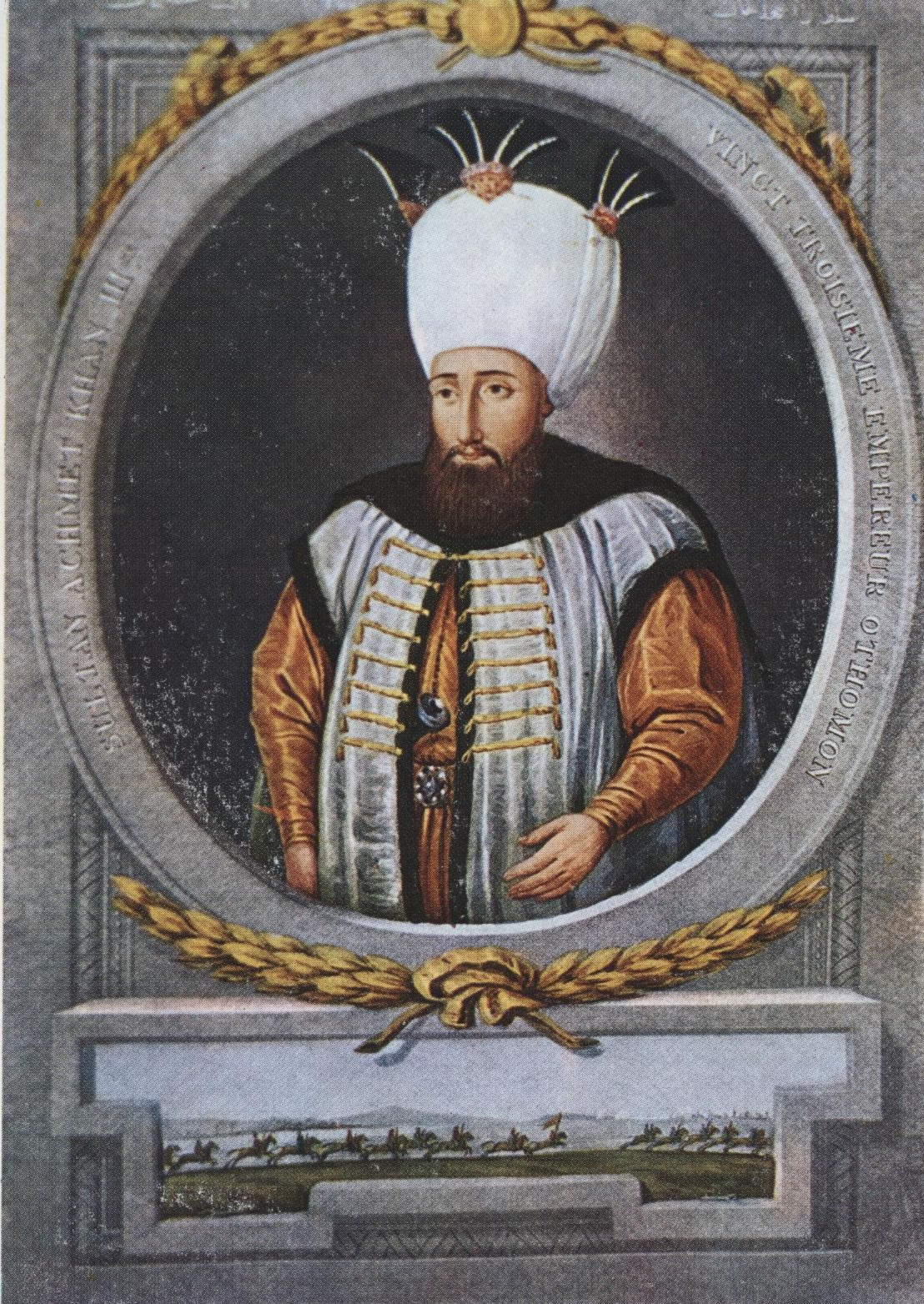
Sultán Ahmed III.

- Ahmed III. (1673-1736) - turecký sultán, narodil se zde
- Jordan Jovkov (1880-1937) - bulharský spisovatel, žil zde
- Dora Gabe (rozená Isidora Petrova Peysach) (1888-1983) - bulharká spisovatelka a politička židovského ruského původu
- Kadriye Nurmambet (1933-2023) - krymskotatarská folková zpěvačka zvaná Slavík Dobrudži, zdejší rodačka
- Emel Emin (* 1938) - krymský Tatar, básník, spisovatel a turkolog
- Ivan Barnev (* 1973) - bulharský herec, narodil se zde
- Miroslav Kostadinov (* 1976) - bulharský zpěvák, narodil se zde
- Preslava (* 1984) - bulharská pop-folková zpěvačka, narodila se zde

## Obyvatelstvo
Níže uvedená tabulka ukazuje vývoj populace města od třicátých let (1934–2021):
| Rok      | 1887   | 1900   | 1910   | 1934   | 1946   | 1956   | 1965   | 1975   | 1985    | 1992    | 2001    | 2011   | 2021   |
| Populace | 10 717 | 13 436 | 17 146 | 30 381 | 32 671 | 43 951 | 56 626 | 88 233 | 109 142 | 104 494 | 100 000 | 91 030 | 79 269 |

K 15. prosinci 2024 ve městě žilo 86 879 obyvatel a bylo zde trvale hlášeno 99 179 obyvatel. Podle sčítání 7. září 2021 bylo národnostní složení následující:
- Bulhaři: 62 298 (89.7 %)
- Turci: 5 130 (7.4 %)
- Romové: 1 457 (2.1 %)
- ostatní[p 2]: 559 (0.8 %)

## Partnerská města
- Białystok, Polsko
- Golmud, Čína
- Izmajil, Ukrajina
- Kropyvnyckyj, Ukrajina
- Kavadarci, Severní Makedonie
- Kırklareli, Turecko
- Pinsk, Bělorusko
- Saratov, Rusko
- Schaffhausen, Švýcarsko
- Zalaegerszeg, Maďarsko

## Galerie

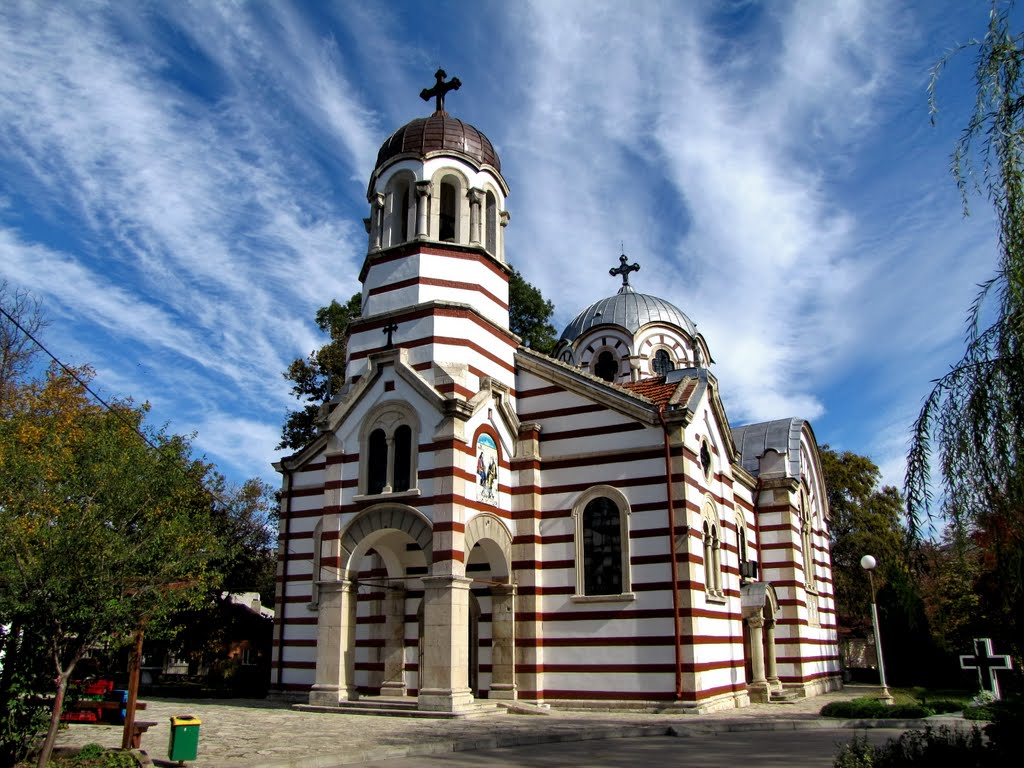
Crám Nejsv. Trojice
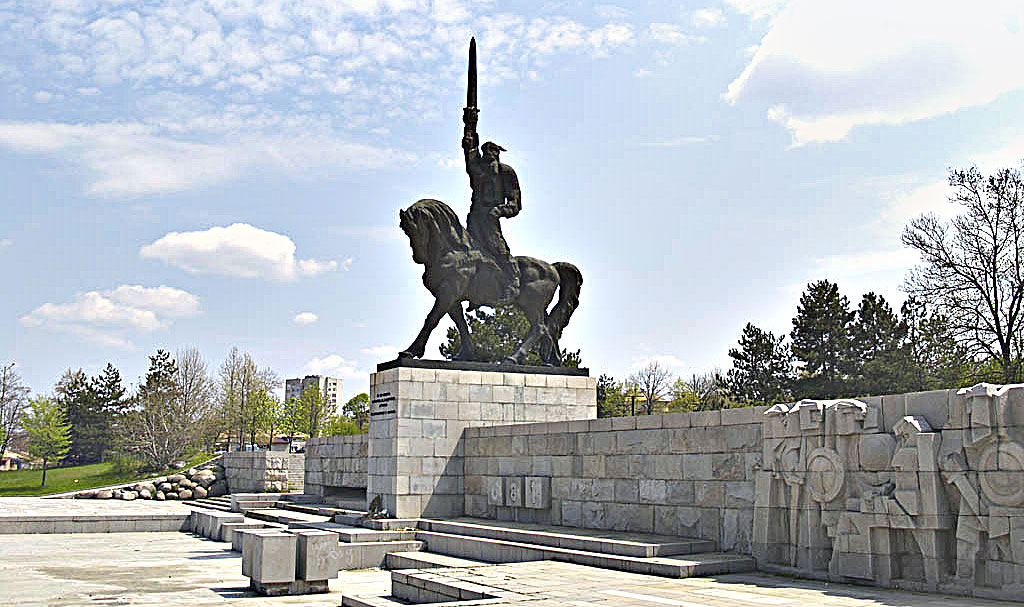
Pomník chána Asparucha
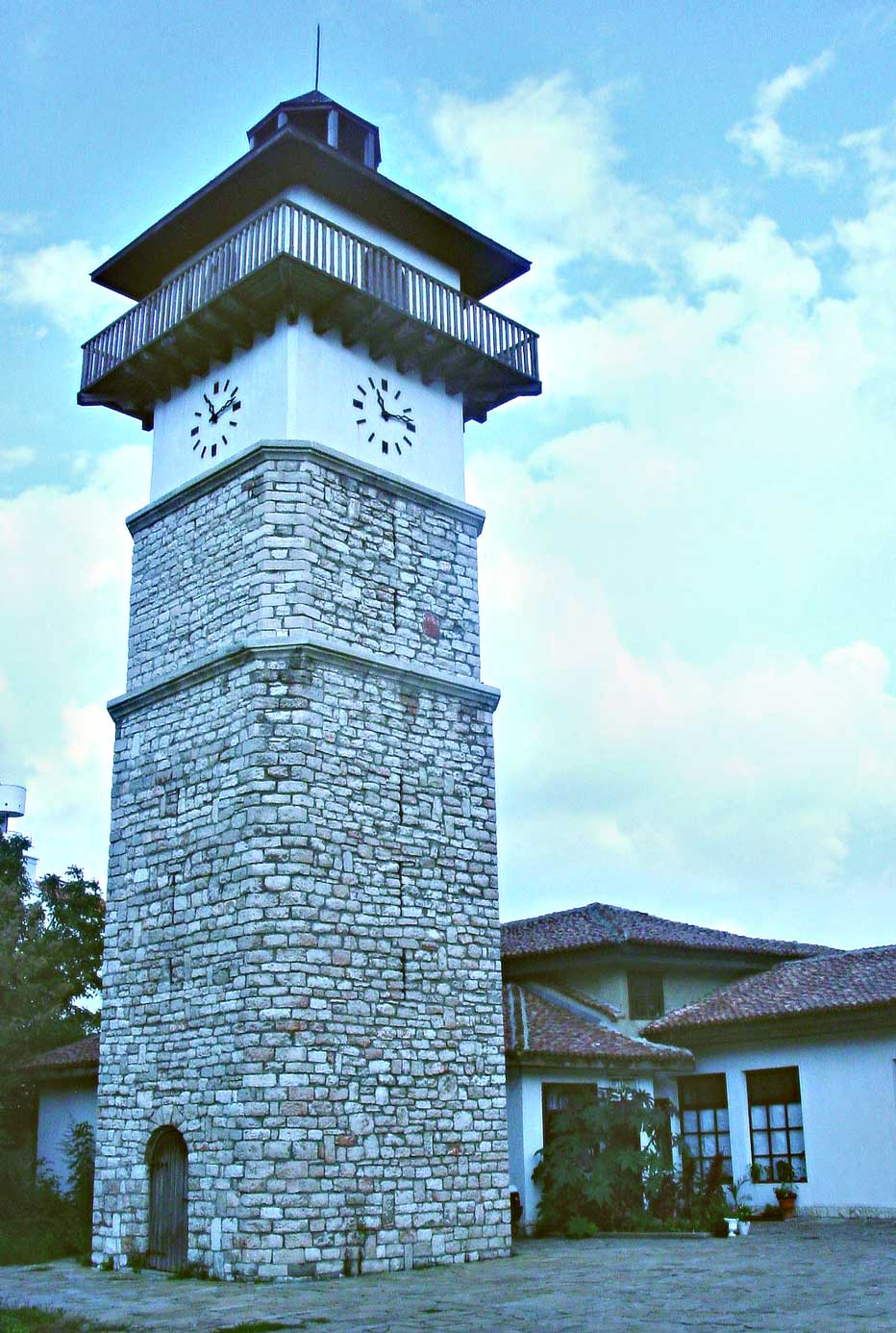
Hodinová věž
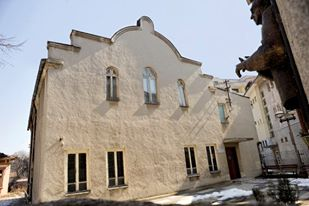
Synagoga
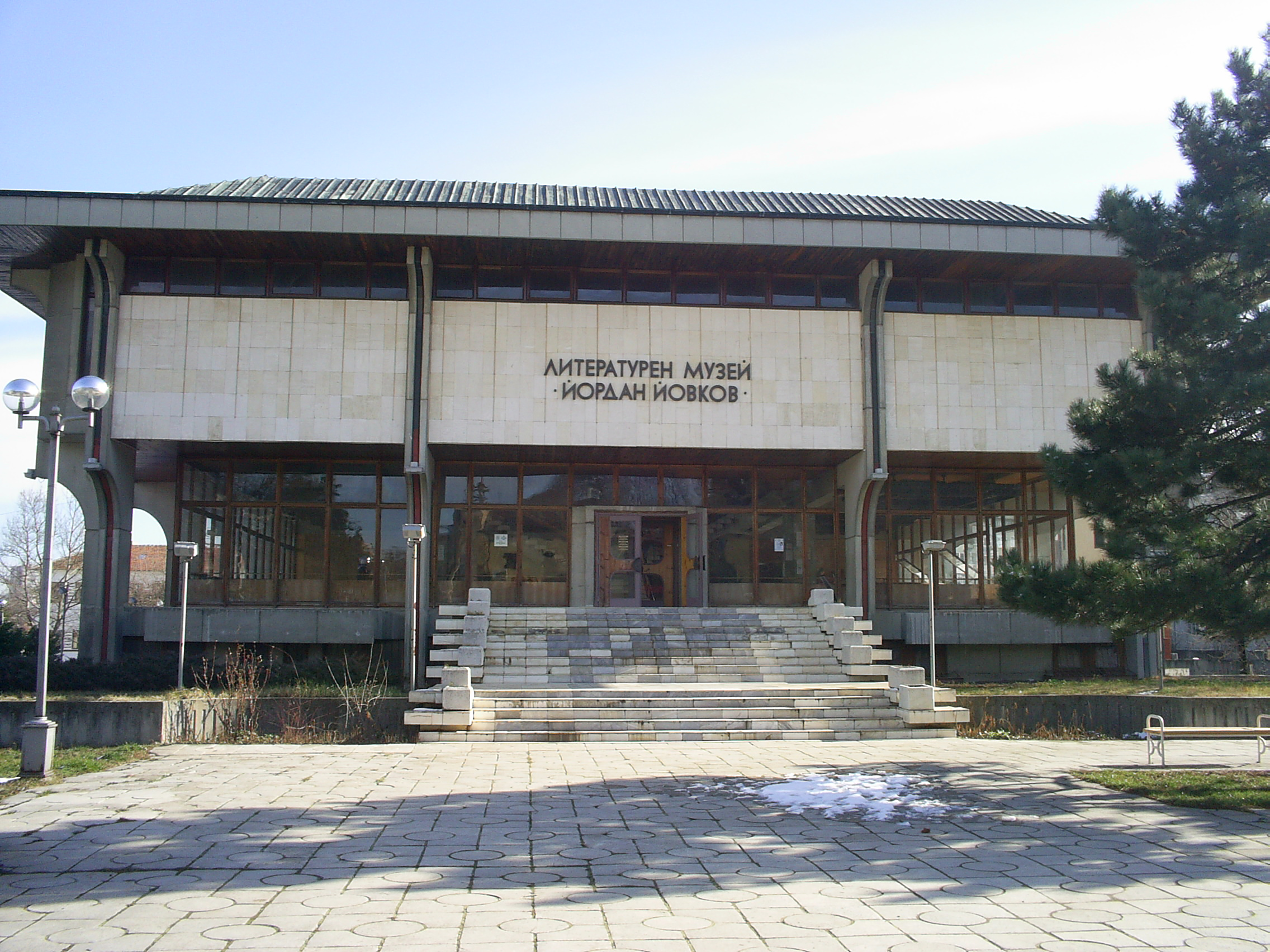
Muzeum literatury
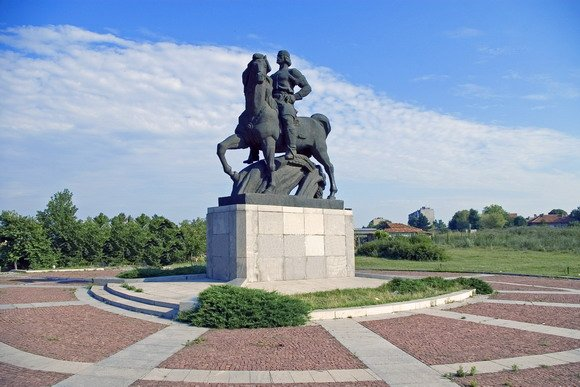
Pomník Gagauzům
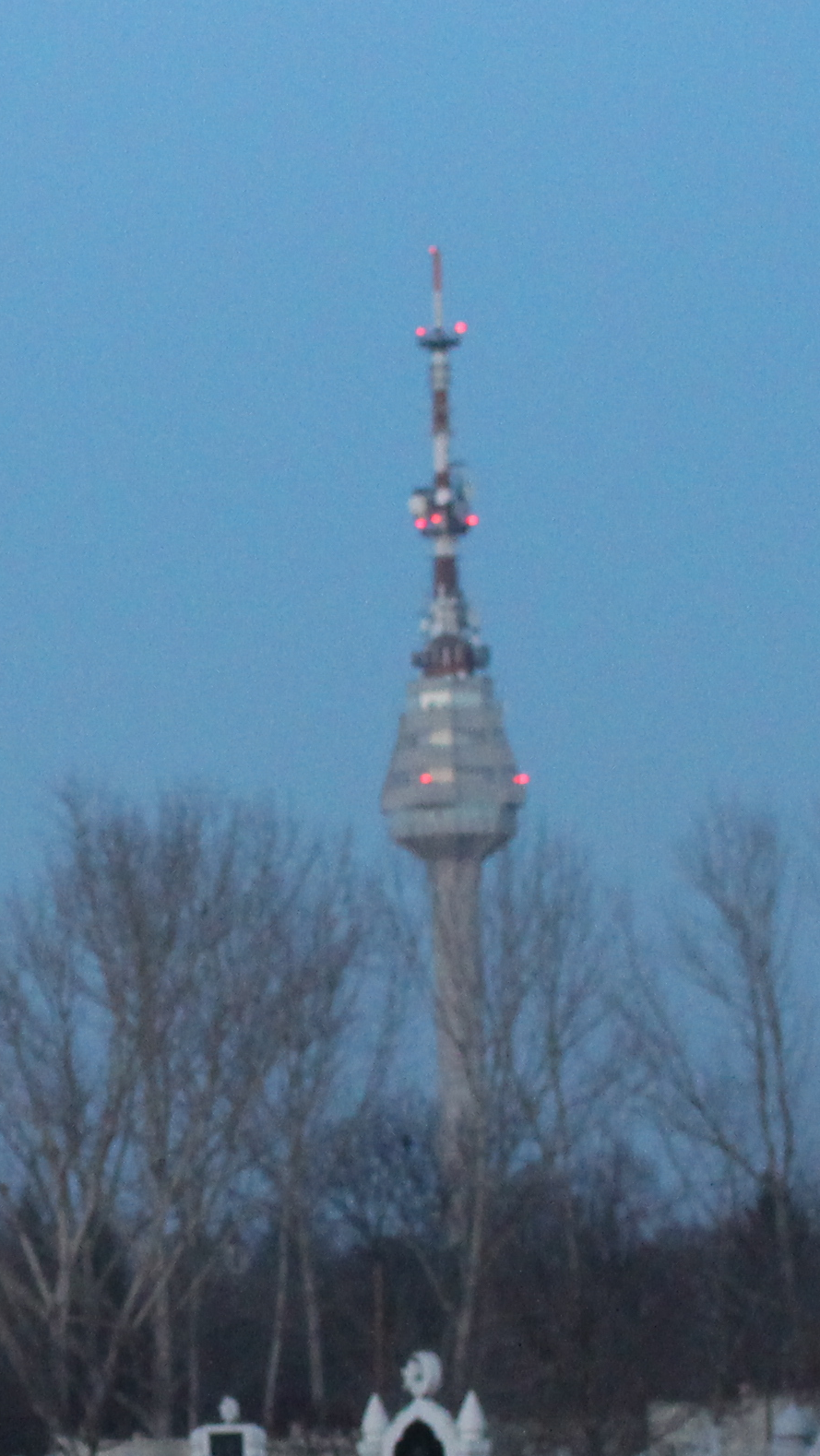
Televizní věž s rozhlednou